# Višešnica
Višešnica (makedonska: Вишешница) är ett berg i Nordmakedonien. Det ligger i kommunen Kavadarci, i den centrala delen av landet, 90 kilometer sydost om huvudstaden Skopje. Toppen på Višešnica är 1 049 meter över havet.